# Acrotomodes bola
Acrotomodes bola là một loài bướm đêm trong họ Geometridae.